# Roxy Roller
Roxy Roller è una canzone originariamente registrata dal gruppo glam rock Sweeney Todd nel 1975.

## Storia del brano
È stato scritto da Jim McCulloch e Nick Gilder e previene dall'album di debutto Sweeney Todd del 1975, nella versione dell'album il cantante è Nick Gilder. In totale, nel 1976 furono pubblicate quattro versioni della canzone:
quello originale presso la London Records, rilasciato solo in Canada, una versione solista registrata da Nick Gilder pubblicata dalla Chrysalis Records in vari paesi fuori dal Canada nel 1976, una versione di Sweeney Todd con la voce appena registrata dal nuovo cantante Clark Perry su London Records, rilasciato in vari paesi al di fuori del Canada.
Una versione di Sweeney Todd con la voce appena registrata dal nuovo cantante Bryan Adams  (accreditato come Bryan Guy Adams). Fu la prima apparizione di Bryan Adams su un disco e rilasciato solo negli Stati Uniti.

## Accoglienza

### Successo in Canada
La versione originale raggiunse le classifiche canadesi, entrando nel maggio 1976: la canzone trascorse tre settimane consecutive al numero uno in Canada nei mesi di giugno e luglio 1976. A quel punto Gilder e McCulloch avevano già lasciato la band per intraprendere una carriera da solista.
"Roxy Roller" è il quinto più grande successo canadese del 1976, e ha vinto un Juno Awards nel 1977 come singolo dell'anno.

### Negli Stati Uniti
La canzone non ebbe un successo immediato presso il pubblico americano, Gilder colse l'occasione e registrò una versione solista. È stato pubblicato con l'etichetta discografica Chrysalis Records. Tuttavia, dovette affrontare la concorrenza immediata della versione ri-registrata di Sweeney Todd rilasciata in tutta fretta in cui il nuovo cantante Clark Perry forniva la voce solista. Agendo per conto di Gilder, la Chrysalis Records ha richiesto che le copie importate dell'originale Sweeney Todd, così come la versione appena registrata, fossero ritirate dal mercato statunitense. I negozi di dischi rimossero debitamente entrambe le versioni dai loro scaffali. Con quattro versioni di "Roxy Roller" in competizione per l'attenzione negli Stati Uniti, nessuna raggiunse né una posizione elevata nelle classifiche né grandi vendite, nonostante il suono glam rock fosse ancora popolare all'epoca.

### Versione di Clark Perry
La versione con la voce di Clark Perry raggiunse il numero 90 (e 97 nella Cash Box Top 100) alla fine di agosto 1976.

### Versione di Bryan Adams
Il singolo era, ovviamente, nella sua versione originale cantata da Gilder, ma fu realizzata anche una versione con Bryan Adams come cantante solista, che fu la sua primissima uscita discografica. Negli Stati Uniti, la versione di Adams è stata rilasciata poco dopo la versione di Gilder, confondendo i programmatori delle liste radiofoniche. Entrambi hanno raggiunto la Hot 100 poco dopo l'altro. La versione di Bryan è rimasta una settimana al numero 99 nella Billboard Hot 100 nel settembre del 1976.

## Classifiche

### Classifiche settimanali
Versione Nick Gilder originale
| Classifica (1976-1977)        | Posizione massima |
| ----------------------------- | ----------------- |
| Australia (Kent Music Report) | 29                |
| Canada Top Singles (RPM)      | 1                 |

Versione di Clark Perry
| Classifica (1976)    | Posizione massima |
| -------------------- | ----------------- |
| Stati Uniti          | 90                |
| Stati Uniti cash box | 97                |

Versione di Bryan Adams
| Classifica (1976) | Posizione massima |
| ----------------- | ----------------- |
| Stati Uniti       | 99                |

## Cover
Nel corso degli anni sono state effettuate numerose cover del brano, fra cui :
- Suzi Quatro nel 1977.

## Premi e riconoscimenti
- 1977: Juno Awards "Singolo dell'anno".